# باغ بهشت
باغ بهشت یا باغ صبوح‌آباد یکی از باغ‌های تاریخی استان فارس واقع در شهر شیراز بوده‌است که در دوران سلجوقیان بنا شده‌است.
این باغ متشکل از سه باغ به‌هم‌پیوسته بوده‌است و در دوره ترکمانان به باغ ترکمانان نام گرفته‌است. این باغ که هم‌اکنون ویران شده‌است در جنوب شرقی شیراز و در دروازه قصابخانه قرار داشته‌است. امیر قرایوسف قراقویونلو فرزند جهانشاه در سال ۸۶۹ ه‍. ق باغ‌های صبوح‌آباد و روستای خسروآباد را به آستانه شاهچراغ وقف نمود.